# Checkpoint Charlie

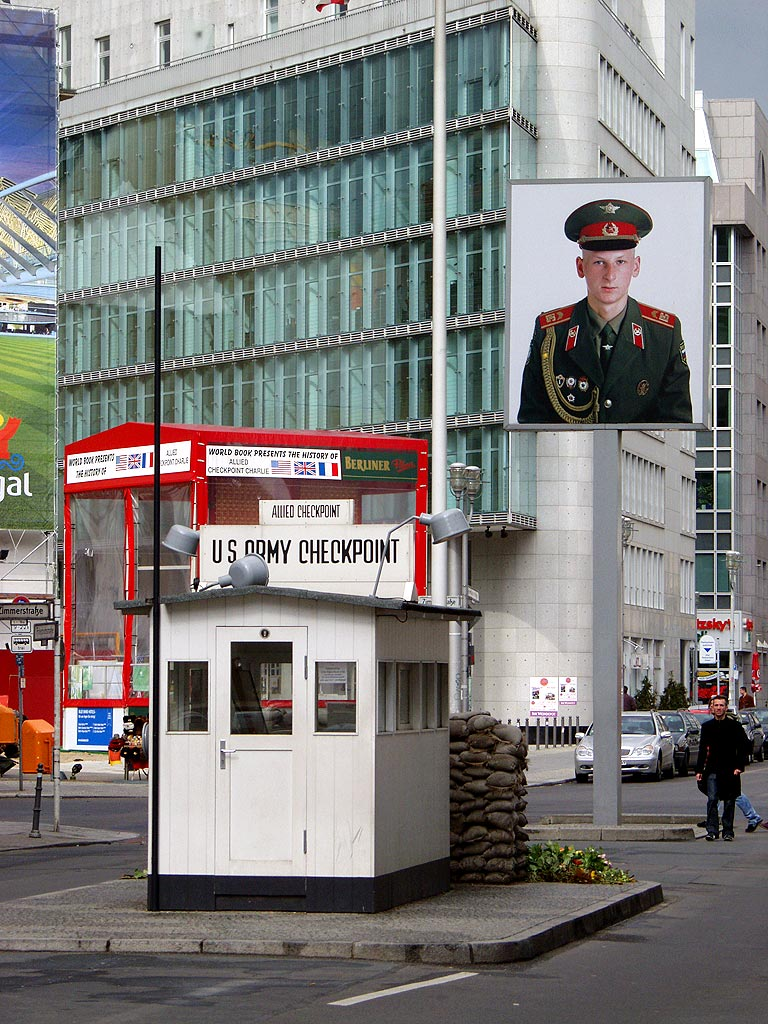
Checkpoint Charlie in 2004, 15 jaar na de val van de Muur

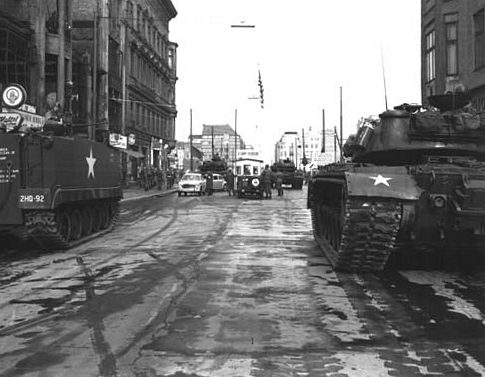
Sovjet- en Amerikaanse tanks vis-à-vis bij Checkpoint Charlie

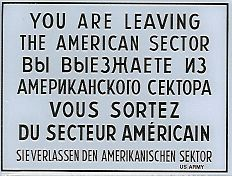
"U verlaat de Amerikaanse sector" in vier talen. Dergelijke borden waren ook bij de andere sectorovergangen te zien

Checkpoint Charlie was in de tijd van het verdeelde Berlijn een van de negen controleposten op de grens van de Amerikaanse en de Russische sector, bij een doorgang van de Berlijnse Muur op de Friedrichstraße.

## Achtergrond en de naam
Na de Tweede Wereldoorlog waren zowel Duitsland als Berlijn in vier bezettingszones verdeeld: een Amerikaanse, een Britse, een Franse en een Sovjet-bezettingszone. De Amerikaanse, Britse en Franse bezettingszones maakten vanaf die tijd deel uit van de Bondsrepubliek Duitsland (BRD, informeel: West-Duitsland), de Russische zone van de Duitse Democratische Republiek (DDR, informeel Oost-Duitsland). Tussen de Bondsrepubliek en de DDR liep de zwaar bewaakte Duits-Duitse grens, om het volledig door de DDR omsloten West-Berlijn stond de Berlijnse Muur.
Wilde men over de weg van de Bondsrepubliek naar Oost-Berlijn reizen dan was men verplicht eerst via de zogenaamde Transit-Autobahnen – de enige wegverbindingen tussen de Bondsrepubliek en West-Berlijn – naar West-Berlijn te reizen en vandaar naar Oost-Berlijn. Checkpoint Charlie was de derde controlepost die men onderweg diende te passeren. Het werd genoemd naar de derde letter van het spellingsalfabet van de NAVO. Checkpoint Alpha was de grensovergang bij Helmstedt op de Duits-Duitse grens. Checkpoint Bravo lag aan de snelweg nabij Dreilinden, op de grens tussen Potsdam en West-Berlijn.

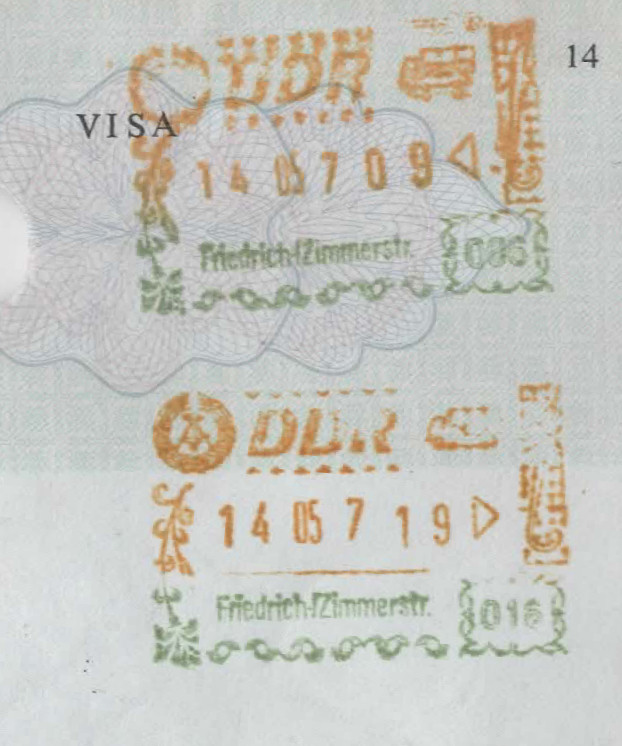
Visastempels van Checkpoint Charlie in een Nederlands paspoort.
Stempeldatum 14 mei 1987

Checkpoint Charlie was de enige controlepost waar het corps diplomatique en overige buitenlanders (iedereen behalve West-Berlijners, West-Duitsers en inwoners van de Geallieerde Controleraad) over de weg Oost-Berlijn konden betreden. Met het openbaar vervoer was het nabijgelegen Bahnhof Friedrichstraße de enige mogelijkheid om als toerist het land binnen te komen.

## Koude Oorlog
Tijdens de Koude Oorlog werd de post symbool voor zowel de scheiding, als voor de vrijheid.
Toen op 22 oktober 1961 de Amerikaanse diplomaat Allan Lightner en zijn vrouw werden gecontroleerd om Checkpoint Charlie te passeren, ontstond daarover discussie. Als gevolg van deze poging van de SED-leiding om de macht van de westelijke geallieerden te beperken stonden bij Checkpoint Charlie van 22 oktober tot 28 oktober 1961 enige tijd Russische en Amerikaanse tanks met scherpe munitie tegenover elkaar. Uiteindelijk liep dit incident op een sisser af.
Kort na de opening van de Muur in 1989 werd het checkpoint opgeheven. Na de afbraak van de Muur werd het checkpoint met een stenen silhouet in het asfalt aangegeven (zoals bij de rest van de Muur). Checkpoint Charlie werd effectief gesloopt op 22 juni 1990. In 2000 werd een exacte kopie van het oorspronkelijke wachthuisje geplaatst.

## Museum
Grote bekendheid bij toeristen geniet het Museum Haus am Checkpoint Charlie. Dit is een museum met beelden en voorwerpen die de geschiedenis vertellen over vluchtpogingen van Oost naar West. Ook is er een permanente expositie over geweldloos verzet - denk hierbij bijvoorbeeld aan Mahatma Gandhi.